# Hopman Cup 1995
La Hopman Cup 1995 è stata la 7ª edizione della Hopman Cup,torneo di tennis riservato a squadre miste. 
Vi hanno partecipato 8 squadre di tutti i continenti e si è disputata al Burswood Entertainment Complex di Perth in Australia. La vittoria è andata alla coppia tedesca formata da Anke Huber e Boris Becker,
che hanno battuto in finale la coppia ucraina formata da Natalija Medvedjeva e Andrij Medvedjev.

## Finale
| Germania 3 | Burswood Entertainment Complex, Perth, Australia 1995 Cemento indoor | Burswood Entertainment Complex, Perth, Australia 1995 Cemento indoor | Ucraina 0 |     |     |             |
| \| \| \| \| 1 \| 2 \| 3 \| \| \| - \| \| ---------------------------------------------------------------- \| --- \| --- \| --- \| ----------- \| \| 1 \| \| Anke Huber Natalija Medvedjeva \| 6 4 \| 3 6 \| 6 4 \| \| \| 2 \| \| Boris Becker Andrij Medvedjev \| 6 3 \| 6 7 \| 6 3 \| \| \| 3 \| \| Boris Becker / Anke Huber Andrij Medvedjev / Natalija Medvedjeva \| \| \| \| non giocato \| |                                                                      |                                                                      |           |     |     |             |
| |                                                                      |                                                                      | 1         | 2   | 3   |             |
| 1 | Germania (bandiera) · Ucraina (bandiera)                             | Anke Huber Natalija Medvedjeva                                       | 6 4       | 3 6 | 6 4 |             |
| 2 | Germania (bandiera) · Ucraina (bandiera)                             | Boris Becker Andrij Medvedjev                                        | 6 3       | 6 7 | 6 3 |             |
| 3 | Germania (bandiera) · Ucraina (bandiera)                             | Boris Becker / Anke Huber Andrij Medvedjev / Natalija Medvedjeva     |           |     |     | non giocato |

## Campioni
| Vincitori della Hopman Cup 1995 |
| ------------------------------- |
| Germania (2º titolo)            |